# Baie de Narinda
La baie de Narinda (on dit aussi Narindra) est une vaste baie de la côte nord-ouest de Madagascar, partie du canal du Mozambique. Sa forme est rectangulaire,  parallèle à  la côte.  Elle mesure approximativement 10km de large sur 45 km de long. Sa profondeur atteint 60 m.  Son littoral ouest accueille un camp de peche et quelques villages de pêcheurs. La zone est très peu peuplée, non accessible par la route et constitue un espace naturel très remarquable dont la protection est nécessaire.
Au sud, la  baie de Morambe s'ouvre à proximité, mais ne communique pas avec la baie de Narinda. 
Au nord, l'entrée de la baie appelée rade d'Analalava est encombrée par un certain nombre d'îles et d'îlots dont la plus grande est celle de Nosy Lava.